# Modelo misto
Um modelo misto, modelo de efeitos mistos ou modelo misto de componentes de erro é um modelo estatístico que contém efeitos fixos e efeitos aleatórios.   Esses modelos são úteis em uma ampla variedade de disciplinas nas ciências físicas, biológicas e sociais. Eles são particularmente úteis em ambientes onde medições repetidas são feitas nas mesmas unidades estatísticas (estudo longitudinal), ou onde medições são feitas em agrupamentos de unidades estatísticas relacionadas.  Devido à sua vantagem em lidar com valores ausentes, os modelos de efeitos mistos são frequentemente preferidos em relação às abordagens mais tradicionais, como a análise de variância de medidas repetidas.
Esta página discutirá principalmente os modelos lineares de efeitos mistos (LMEM) em vez de modelos lineares generalizados de efeitos mistos ou modelos não lineares de efeitos mistos.

## Histórico e status atual
Ronald Fisher introduziu modelos de efeitos aleatórios para estudar as correlações de valores de características entre parentes.  Na década de 1950, Charles Roy Henderson forneceu as melhores estimativas lineares imparciais de efeitos fixos e as melhores previsões lineares imparciais de efeitos aleatórios.     Subsequentemente, a modelagem mista tornou-se uma área importante de pesquisa estatística, incluindo o trabalho de cálculo de estimativas de máxima verossimilhança, modelos de efeitos mistos não lineares, dados ausentes em modelos de efeitos mistos e estimativa Bayesiana de modelos de efeitos mistos. Modelos mistos são aplicados em muitas disciplinas onde múltiplas medições correlacionadas são feitas em cada unidade de interesse. Eles são usados com destaque em pesquisas envolvendo seres humanos e animais em campos que vão da genética ao marketing, e também têm sido usados no beisebol  e nas estatísticas industriais. 

## Definição
Na notação matricial, um modelo linear misto pode ser representado como
{\displaystyle {\boldsymbol {y}}=X{\boldsymbol {\beta }}+Z{\boldsymbol {u}}+{\boldsymbol {\epsilon }}}
Onde
- {\displaystyle {\boldsymbol {y}}} é um vetor conhecido de observações, com média {\displaystyle E({\boldsymbol {y}})=X{\boldsymbol {\beta }}};
- {\displaystyle {\boldsymbol {\beta }}} é um vetor desconhecido de efeitos fixos;
- {\displaystyle {\boldsymbol {u}}} é um vetor desconhecido de efeitos aleatórios, com média {\displaystyle E({\boldsymbol {u}})={\boldsymbol {0}}} e matriz de variância-covariância {\displaystyle \operatorname {var} ({\boldsymbol {u}})=G};
- {\displaystyle {\boldsymbol {\epsilon }}} é um vetor desconhecido de erros aleatórios, com média {\displaystyle E({\boldsymbol {\epsilon }})={\boldsymbol {0}}} e variação {\displaystyle \operatorname {var} ({\boldsymbol {\epsilon }})=R};
- {\displaystyle X} e {\displaystyle Z} são matrizes de projeto conhecidas relacionando as observações {\displaystyle {\boldsymbol {y}}} para {\displaystyle {\boldsymbol {\beta }}} e {\displaystyle {\boldsymbol {u}}}, respectivamente.

## Estimativa
A densidade conjunta de {\displaystyle {\boldsymbol {y}}} e {\displaystyle {\boldsymbol {u}}} pode ser escrita como: {\displaystyle f({\boldsymbol {y}},{\boldsymbol {u}})=f({\boldsymbol {y}}|{\boldsymbol {u}})\,f({\boldsymbol {u}})}. Presumindo a normalidade, {\displaystyle {\boldsymbol {u}}\sim {\mathcal {N}}({\boldsymbol {0}},G)}, {\displaystyle {\boldsymbol {\epsilon }}\sim {\mathcal {N}}({\boldsymbol {0}},R)} e {\displaystyle \mathrm {Cov} ({\boldsymbol {u}},{\boldsymbol {\epsilon }})={\boldsymbol {0}}}, e maximizando a densidade conjunta sobre {\displaystyle {\boldsymbol {\beta }}} e {\displaystyle {\boldsymbol {u}}}, fornece as "equações de modelo misto" de Henderson para modelos mistos lineares:   
{\displaystyle {\begin{pmatrix}X'R^{-1}X&X'R^{-1}Z\\Z'R^{-1}X&Z'R^{-1}Z+G^{-1}\end{pmatrix}}{\begin{pmatrix}{\hat {\boldsymbol {\beta }}}\\{\hat {\boldsymbol {u}}}\end{pmatrix}}={\begin{pmatrix}X'R^{-1}{\boldsymbol {y}}\\Z'R^{-1}{\boldsymbol {y}}\end{pmatrix}}}